# ۵۲۸ (قمری)
۵۲۸ (قمری)، پانصد و بیست و هشتمین سال در گاهشماری هجری قمری است. اول محرم این سال برابر با هشتم نوامبر سال ۱۱۳۳ میلادی است.